# Lymantrichneumon birmanicus
Lymantrichneumon birmanicus är en stekelart som beskrevs av Heinrich 1968. Lymantrichneumon birmanicus ingår i släktet Lymantrichneumon och familjen brokparasitsteklar. Inga underarter finns listade i Catalogue of Life.